# حمودة بن ميهوب
حمودة بن ميهوب مناضل تونسي من سكان مدينة ماطر.
أسس حمودة بن ميهوب الشعبة الدستورية التابعة للجنة التنفيذية سنة 1922 بمدينة ماطر حيث انتخب رئيسا لها أثناء تأسيسها وخلال الانتخابات التي أجريت بها في 04 أوت 1937. ساهم أيضا في تأسيس عدة شعب دستورية أخرى بالشمال والشمال الغربي للبلاد التونسية رفقة يونس بن جابالله الذوادي والطاهر خمومة.
كان حمودة بن ميهوب مثله مثل جميع المناضلين وخاصة منهم أعضاء الحزب هدفا للإشاعات والادعاءات الباطلة للحط من معنوياتهم والتشكيك في مصداقيتهم وإضعاف قدراتهم على الصمود ضد المستعمر فكتب مقالا بجريدة الإرادة في عددها الصادر يوم 20 جوان 1934 يرد فيه على ما أشيع في حقه بالباطل مؤكدا على وطنيته ومضيه قدما في «خدمة الإسلام عموما وتونس خصوصا» من خلال الجهاد الحزبي الذي قال في خصوصه «استمدته من روح الماطريين المتقدين غيرة وحماسا، فأمدوني بكل وساءل الحياة وأعانوني في جميع مهماتي بدون إيعاز من أي جهة كانت واني مدين لهم».
توفي المناضل حمودة بن ميهوب في ماي 1949 بمدينة مجاز الباب أثناء زيارته لأخيه ولأحد أصدقاءه هناك. حضر تشييع جنازته بمدينة ماطر وفد من اللجنة التنفيذية للحزب ونواب عن عدة شعب بمدينة تونس وتقدمتها فرقة كشافة ماطر وهيئات المؤسسات بالمدينة وكان من بين الذين واروه الثرى المناضل محيي الدين القليبي. اجتمع المشيعون بعد ذلك بنادي الجمعيات المحلية فألقى عدد من الحاضرين كلمة نوهوا خلالها بخصاله ومكانته السياسية حيث أصبحت شعبة الحزب بماطر التي كان هو من أهم مؤسسيها والفاعلين فيها أقوى وأنشط الشعب بالبلاد التونسية وفي 21 جوان 1934 نشرت جريدة الإرادة رسالة تعزية بعث بها الأستاذ الجزائري أحمد توفيق المدني الملقب بكاتب القطرين إلى أبناءه طالبا منهم تبليغ تعازيه إلى «كافة أحرار ماطر ورجالها الأبرار».